# Красный Октябрь (Каргапольский район)
Кра́сный Октя́брь — рабочий посёлок в Каргапольском районе Курганской области России.
В рамках административно-территориального устройства является посёлком городского типа районного подчинения. В рамках муниципального устройства образовывал муниципальное образование рабочий посёлок Красный Октябрь со статусом городского поселения как единственный населённый пункт в его составе.
Законом Курганской области от 30.11.2021 № 136 городское поселение было упразднено 17 декабря 2021 года в связи с преобразованием муниципального района в муниципальный округ.

## География
Населённый пункт расположен к юго-востоку от районного центра — посёлка городского типа Каргаполье, расстояние по трассе составляет 51 км, а по прямой — 41 км. Расстояние до областного центра — города Кургана по трассе 61 км, а по прямой — 39 км к северо-западу.

### Часовой пояс
Красный Октябрь, как и вся Курганская область, находится в часовой зоне МСК+2. Смещение применяемого времени относительно UTC составляет +5:00.

## История
Кособродский кордон до революции относился к Кислянской волости Челябинского уезда Оренбургской губернии. Дом, где жили рабочие Кособродского лесного обхода, сохранился, ул. Чкалова, 25.
В 1916 году Львом Дмитриевичем Смолиным был построен Курганский клепочный завод, который изготавливал из березовой клепки бочкотару для Союза сибирских маслодельных артелей. Строительство завода было вызвано тем. что из-за начавшейся первой мировой войны был прекращен импорт из Дании буковой клепки для сибирских маслоделов. Завод строился наскоро. Постройки были барачного типа. Многие жили в землянках. Кроме постоянных рабочих, были сезонные — крестьяне из окрестных деревень, которые приходили сюда на заработки и заготовляли древесину для завода.
В июне 1918 года установлена белогвардейская власть. Были расстреляны управляющий заводом большевик Иосиф Минин и секретарь конторы Иван Потапков. В начале августа 1919 года восстановлена Советская власть. Позднее, находясь в ведении УСНХ (Уральский совнархоз) и военного ведомства, завод выпускал сосновые бочки для засолки мяса, топчаны (кровати), лыжи и оружейную закладку. С февраля 1920 года завод, переданный Сибпродкому, производил бочкотару под масло и патоку, а также ящики под сыр. 30 сентября 1920 года постановлением Совета народных Комиссаров Клепочный завод был национализирован и до 1924 года работал только на нужды западносибирского маслоделия. В марте 1921 года, во время кулацко-эсеровского Западно-Сибирского восстания из деревни Першино пришел отряд восставших под командой Мальцева. Были убиты большевики: Ян Экштеин, Петр Бубнов, учительница Ольга Экштейн. В дальнейшем рядом со школой №69 был установлен обелиск погибшим большевикам. В 1924 году Клепочный завод передан Курганскому Селькредсоюзу и по требованию местного рынка начинает производить дополнительно распиловку соснового леса.
8 декабря 1928 года проект строительства железной дороги Шадринск — Курган был рассмотрен и утвержден в Москве в центральном отделе строительства железных дорог НКПС (ЦОС). На карте будущей железной дороги указана станция Решетуй. Для строительства новой дороги на станции создан 5-й прорабский участок, построен Шпалорезный завод, образован лесоучасток, пилорама «Болиндер». Первым начальником станции Решетуй был Иван Густавович Юккевич. В 1933 году станция Решетуй переименована в Кособродск. Железная дорога была сдана в эксплуатацию в 1934 году.
13 февраля 1939 года Постановлением Президиума Чашинского райисполкома образован Кособродский сельский совет Чашинского района Челябинской области.
В годы Великой Отечественной войны работал Эвакогоспиталь № 1728, расположенный в 2 км от ст. Кособродск; развернут на 300 коек в 2-этажном старом здании школы №53 и 2 бараках. Рядом был установлен обелиск умершим от ран воинам. Так же установлен обелиск воинам ВОВ на кладбище за рекой ИК, где были похоронены умершие от ран красноармейцы. Водопровода и канализации не было.
6 февраля 1943 года Указом Президиума Верховного Совета СССР Чашинский район вошёл в состав Курганской области.
22 мая 1944 года Указом Президиума Верховного Совета РСФСР посёлок станции Кособродск и посёлок Кособродского деревообделочного завода «Заготзерно» переданы в Юргамышский район и включены в черту рабочего посёлка Красный Октябрь. Кособродский сельский совет Чашинского района упразднён.
24 ноября 1955 года Указом Президиума Верховного Совета РСФСР рабочий посёлок Красный Октябрь передан в состав Чашинского района.
1 февраля 1963 года Указом Президиума Верховного Совета РСФСР Чашинский район упразднён, территория передана в состав Каргапольского района.

## Население
| 1926  | 1959  | 1970  | 1979  | 1989  | 2002  | 2009  |
| ----- | ----- | ----- | ----- | ----- | ----- | ----- |
| 19    | ↗7491 | ↘5880 | ↘5209 | ↘4517 | ↘4178 | ↗4494 |
| 2010  | 2011  | 2012  | 2013  | 2014  | 2015  | 2016  |
| ↘4234 | ↗4243 | ↗4270 | ↗4366 | ↗4403 | ↘4370 | ↘4326 |
| 2017  | 2018  | 2019  | 2020  | 2021  |       |       |
| ↘4290 | ↗4354 | ↘4331 | ↘4281 | ↘3460 |       |       |

Национальный состав
- По данным переписи населения 1926 года:
  - Кособродский кордон — проживало 10 человек, все русские
  - Клепочный завод — проживало 9 человек, из них башкиры — 5 человек, русские — 4 человека

## Экономика
- ОАО «Кособродский деревообрабатывающий завод» — производство столярных изделий, пиломатериалов, деревянных строительных конструкций.

## Церковь
Церковь Преображения Господня была построена по просьбам верующих местных жителей за три года. Строительные работы начались в 2008 году. В 2011 году строительство завершилось, выстроенный храм был освящен 16 октября. Церковь деревянная, одноглавая, в плане крестообразная, с крупным шатровым шестигранным куполом, в окружении металлической ограды с кирпичными столбами при входе.

## Транспорт
Станция Кособродск Южно-Уральской железной дороги
Из Кургана ездит автобус №252 Курган - ст. Кособродск

## Образование
В 1932—1933 учебном году на Красном близ Клепочного завода открыта начальная школа. В 1939 году была построена двухэтажная средняя школа № 53. В 1940 году была создана ещё одна железнодорожная начальная школа № 69. В 1955 году построено новое двухэтажное кирпичное здание для средней школы № 53. В это же время железнодорожная начальная школа № 69 преобразуется в Краснооктябрьскую семилетнюю школу. С 1962 года — восьмилетнюю, а в 1989 году — девятилетнюю. В 1965 году для Краснооктябрьской школы было построено новое каменное здание, в котором сейчас расположен культурно-досуговый центр.
25 июня 1946 г на базе Кособродского ЛТХ (лестранхоза) была открыта школа ФЗО (фабрично-заводского обучения). В 1950 году школа преобразована в ремесленное училище. В 1953 году ремесленное училище переименовано в училище механизации сельского хозяйства (УМСХ). В 1965 переименовано в сельское профессионально-техническое училище № 6 (СПТУ-6). 10 сентября 1984 года переименовано в среднее профессиональное техническое училище № 23 (СПТУ № 23). 9 декабря 1994 года переименовано в Профессиональное училище № 23 (ПУ-23). 11 октября 2011 года ГБОУ НПО ПУ-23 переименовано в ГБПОУ «Кособродский профессиональный техникум».